# Рязанцев, Кирилл Викторович
Кирилл Викторович Рязанцев — российский роллер-спортсмен и инструктор по роликовым конькам.
Обладатель более 150 наград и победитель более 60 соревнований по роллер-спорту в 7 дисциплинах, многократный чемпион России по скоростному слалому и слайдам, обладатель Кубка России 2007 по скоростному слалому, двукратный чемпион мира (2005 по скоростному слалому и 2009 по слайдам). Лучший спортсмен 2006 года по версии Федерации роллер-спорта России.
С 2005 года является участником профессиональной международной команды SEBA и сборной России по роликовым конькам. Судья международной категории. Организатор нескольких проектов, направленных на развитие роллер-спорта, в том числе первой профессиональной отечественной роллер-школы. Активный деятель и популяризатор роллер-спорта в России.

## Биография
Родился и вырос в Москве. После окончания школы учился в Московском государственном университете по специальности «экономист», окончив его в 2004 году.
Выступает на соревнованиях с 2001 года, на международных с 2005. Является членом Сборной России, принимает участие во всех крупных международных соревнованиях.
С 2001 года занимается обучением катанию на роликах. В 2005 году открыл собственную школу катания на роликах. Является активным популяризатором роллер-спорта. Автор нескольких проектов, призванных привлечь внимание к роллер-спорту и повысить интерес к роликовым конькам, в том числе:
- «Freeskating — True Night Tricks» — ночные соревнования, в течение которых участники перемещались на машинах по ключевым точкам (спотам), на которых поочередно исполняли серии трюков[3].
- «Roller Adrenalin Night» — серия соревнований, проходивших в ночное время в скейт-парке «Адреналин»
- Roller Video Festival (RVFest) — ежегодный фестиваль любительского видео на тему роликовых коньков, в котором принимают участие десятки операторов, видеомонтажеров и роллеров из России и стран СНГ.

Ведет видеорепортажи с крупнейших мировых соревнований.
Увлекается волейболом, сноубордом, акробатикой, прыжками на батуте. Не женат.

## Награды и достижения
Чемпионские титулы
- Чемпион мира 2005 в скоростном слаломе (Франция, Сант-Медард)
- Чемпион мира 2009 в слайдах (Китай, Шанхай)

Международные соревнования
- 1 место в слайд-контесте (2009 год, Париж, Франция)
- 1 место в слайд-контесте (2009 год, Чхух-Чхон, Южная Корея)
- 3 место в стайл-слаломе (баттл) (2008 год, Москва, Россия)
- 4 место в скоростном слаломе (2006 и 2007 года, Китай, Шанхай;

2008 год, Paris World Slalom Cup, Франция, Париж)
- 4 место в стайл-слаломе (баттл) (2008 год, Париж, Франция)
- 4 место в стайл-слаломе (2005 год, Франция, Сант-Медард)

Всего на 2012 год Рязанцев принял участие в 72 соревнованиях (из них 25 международных, всего 205 дисциплин), 119 раз поднимался на подиум и 65 раз занимал 1 место.

## Роллер-школа
Роллер-школа «Rekil.Ru» была основана Кириллом Рязанцевым в 2005 году на основе своего многолетнего профессионального опыта занятий роликовыми коньками и индивидуальной работы с учениками. Вся методика преподавания в школе является авторской.
Первая группа учеников обучилась в школе весной 2005 года. С тех пор в школе прошли обучение несколько тысяч учеников, многие из которых сами стали победителями многих соревнований и инструкторами.
В настоящее время в школе одновременно проходит обучение сразу несколько групп учеников по различным направлениям катания на роликах (основы катания, скоростной слалом, фристайл-слалом, слайды). Действуют инструкторские курсы для подготовки инструкторского состава. Филиалы школы существуют в Санкт-Петербурге, Рязани, Северодвинске и других городах.